# 無垢
無垢（むく）とは、梵語で、否定的接頭語 a- と、垢を意味する mala の複合詞 a-mala の訳語で、汚れの無い純真を指す。
『大正新脩大蔵経』第十九冊に、唐代釈弥陀山訳『無垢淨光大陀羅尼経』があるが、漢訳仏典を介し、後に日本文化が構成される基調概念となってゆく。表裏を白一色で仕立てた袈裟を白無垢というが、白を祭事色に用いてゆく室町期より、花嫁衣裳や経帷子を指す代名詞となる。礼服が洋式化して白から黒に転じる明治期以降、この白と無垢という概念は、神前挙式をはじめ日本文化を構成する概念として再認識されてゆく。伊勢神宮の御用材は白材とよばれるが、境内で使用される建材は入念に節が除去され、無垢の神聖性を隠喩している。また参拝前に二見興玉神社で行うお祓いを無垢塩祓いと呼ぶが、このように無垢は、建材や食器の素性を指すのと同時に、そうした物の作り手や、そうした場所を訪れる人が、自らの汚れなき心を比喩する語として複合的に用いられる。

## 参考資料
1. 荻原雲來編纂『梵和大辭典』
2. 『大正新脩大蔵経』